# Магматичні гірські породи

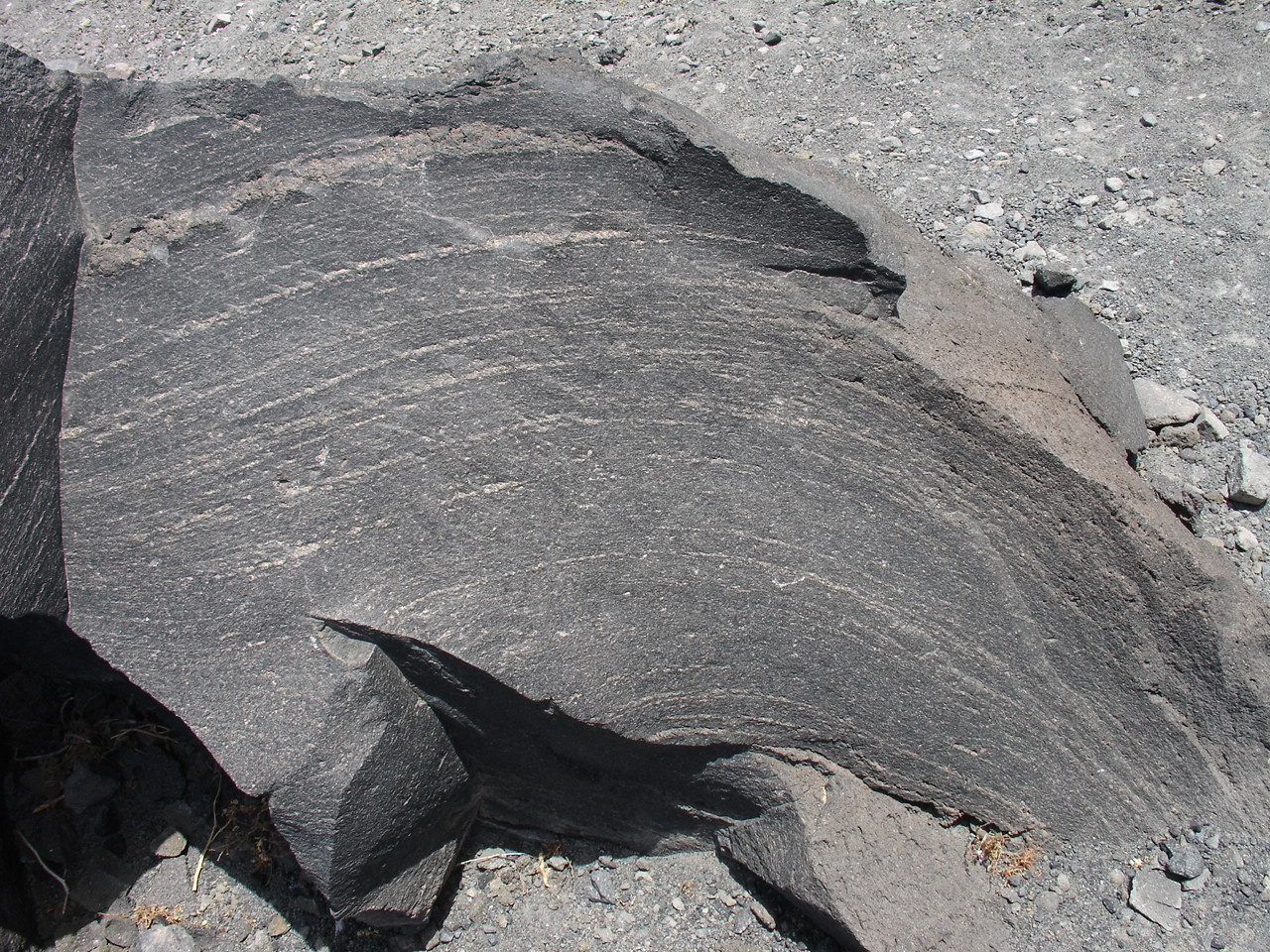
Магматична гірська порода (Греція). Простежуються потоки лави.

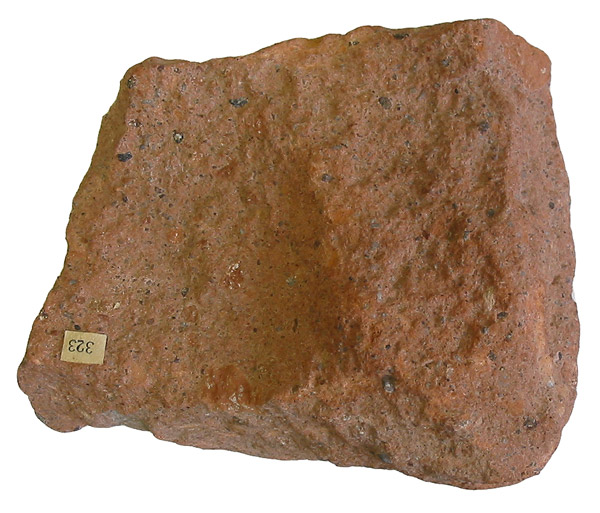
Ігнімбрит — магматична порода.

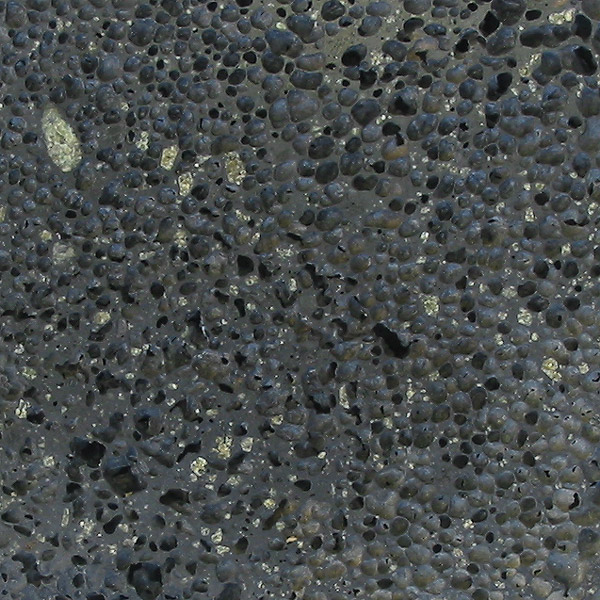
Олівін у базальті з Ла-Пальма (зелені вкраплення олівіну).

Магмати́чні гірські́ поро́ди — ендогенні гірські породи, первинним джерелом яких є магма. Кінцеві продукти магматичної діяльності, що виникли внаслідок застигання природного розплаву (магми — у надрах планети або лави — на її поверхні).

## Загальна характеристика
Магматичні гірські породи є складовою частиною літосферної тріади. Магматичні породи складають понад 90 % маси літосфери.
Вивержені гірські породи утворилися з розплавленої магми, що піднялася з глибин Землі і отверділа при охолодженні. Різні умови охолодження магми призвели до утворення вивержених (ефузивних) та інтрузивних порід з різною будовою і властивостями.
Залежно від того, де відбувається застигання магми — на глибині чи на поверхні земної кори, — магматичні гірські породи бувають двох типів: інтрузивні (глибинні) та ефузивні (поверхневі). Інтрузивні породи утворюються в умовах високих температур, великих тисків та повільного охолодження магми, коли атомні та молекулярні частки встигають утворити ті або інші стійкі хімічні сполуки у вигляді добре сформованих кристалів. Типовими представниками глибинних гірських порід є граніти, гранодіорити та ін.
Під час виливання (ефузії) магми на земну поверхню або дно океану вона поптрапляє в умови значно нижчих температур і тисків, ніж ті, за яких вона виникла. У цих умовах розплав не встигає повністю розкристалізуватися і тому ефузивні породи у своєму складі вміщують певну кількість аморфних мінералів (вулканічне скло і т. ін.). У бульбашкових лавах, що застигли, часто зустрічаються округлі порожнини, які свідчать про відділення великої кількості газоподібних продуктів внаслідок різкого зменшення зовнішнього тиску. Будова ефузивних гірських порід ніколи не буває повнокристалічною (що видно на прикладі таких порід, як ліпарит, кварцовий порфір, дацит, андезит, везувіан і т. ін.).
Магматичні (ефузивні) породи в умовах виходу на денну поверхню знаходяться під дією процесів вивітрювання. Внаслідок цього відбувається руйнування первинних і утворення вторинних мінеральних компонентів.
Особливе значення під час діагностики магматичних порід має аналіз їхніх структур і текстур. Структура магматичних порід залежить від умов кристалізації магми, її складу та наявності летючих сполук.
За розмірами зерен виділяють рівномірнозернисті та нерівномірно-зернисті структури. Перші є характерними для глибинних (абісальних) порід, які довгий час формуються у стабільних фізико-хімічних умовах. А інші виникають за різкої зміни фізико-хімічних умов кристалізації, що призводить до утворення порфіровидних структур — від повнокристалічних і порфірових — до напівкристалічних та скловидних порід.
Для порфірових структур, що найчастіше утворюються під час виливання магми на поверхню, характерною є наявність крупних кристалів на фоні середньо- або дрібнозернистої основної маси.
Основними породоутворюючим мінералом магматичних порід є кварц.

## Класифікація
- За умовами утворення
  - Інтрузивні
  - Гіпабісальні
  - Ефузивні
    - Експлозивні
- За хімічним складом
  - Ультраосновні
  - Основні
  - Середні
  - Кислі
- За структурою
  - Афанітові
  - Криптокристалічні
  - Фенокристалічні

Класифікуються відповідно до розміру кристалів, текстури, хімічної композиції або способу утворення. Складаються переважно з оксиду кремнію і по вмісту кремнію поділяються на групи: кислотні (більше 60 % оксиду кремнію), середні (55-60 %), базитові (45-55 %) і ультрабазитові (до 45 %). Гірські породи вулканічного походження, що утворилися під поверхнею Землі, називають плутонічними або інтрузивними, в залежності від глибини утворення. Вони мають великі кристали через повільне остигання, наприклад, долерит і граніт. Ті, що з'являються в результаті екструзії на поверхні, називаються екструзивними або вулканічними. Завдяки швидкому остиганню, кристали менші, прикладом є базальт.
Залежно від характеру вивержень розрізняють вулканічні гірські породи ефузивні, які утворюються в результаті виливання й охолодження лави, та вулканогенно-уламкові (продукти вибухових вивержень) — пірокластичні гірські породи. Останні поділяються на пухкі (вулканічний попіл, пісок, вулканічні бомби тощо), ущільнені і зцементовані (туфи, туфо-брекчії й ін.).
Крім того, виділяють проміжні типи вулканічних гірських порід — туфолави (виникли з пінистих лавових потоків) та ігнімбрити (вулканогенно-уламковий матеріал, що спікся). Форма ефузивних тіл визначається в'язкістю лав і їх температурним режимом. Покривала і потоки характерні для малов'язких базальтових лав. Куполи і голки виникають при виверженнях в'язких лав (дацити, ліпарити). Дайки і некки являють собою заповнення розплавом тріщин і каналів.
Ефузивні і пірокластичні вулканічні гірські породи можуть залягати у вигляді стратифікованих товщ. Вулканічні гірські породи класифікують за хімічним складом, структурно-текстурними особливостями і за ступенем збереження речовини порід. За хімічним складом ефузивні вулканічні гірські породи поділяються на лужноземельні, гірські породи лужні; гірські породи основні (недонасичені кремнекислотою), гірські породи середні (насичені кремнекислотою) і гірські породи кислі (перенасичені кремнекислотою).
Древні ефузивні гірські породи називаються палеотипними, а незмінені — кайнотипними.
Найпоширеніші кайнотипні породи — базальти, андезити, трахіти, ліпарити, а їх палеотипні аналоги за хімічним складом — відповідно діабази, базальтові і андезитові порфірити, трахітові і ліпаритові порфіри. До уламкових вулканічних гірських порід поряд із пірокластичними належать і вулканогенно-осадові породи. Вулканічні гірські породи застосовують як будівельний і облицювальний камінь, для кам'яного лиття, в керамічній промисловості, як добавки до цементу та бетону.

## В Україні
На території України вулканічні гірські породи поширені на Закарпатті, в Криму та в межах Українського Кристалічного щита.
Найстародавнішими виверженими породами нижньоархейського віку є породи дніпровського інтрузивного комплексу. Залягають вони на площах Середнього Придніпров'я, від Кременчука і Кривого Рогу на заході і до Оріхово-Павлоградської смуги — на сході. Представлені плагіогранітами і зв'язаними з ними мігматитами, діоритами, а також гнейсовидними тоналітами. Серед них розрізняють порфировидні і непорфировидні різновидності сірого і темно-сірого кольору. Складені вони плагіоклазом і кварцем, відносно багаті на біотит, іноді в них присутні амфібол, ортоклаз, мікроклін, мусковіт, епідот, хлорит, граніт. Ці породи складають масиви плагіогранітів і мігматитів біля Верхньодніпровська, м. Дніпра і вниз по р. Дніпро до м. Запоріжжя.